# Градоначальники Кирово-Чепецка и депутаты городской Думы
В статье приведены руководители исполнительной власти системы местного самоуправления города Кирово-Чепецка, депутаты его представительного органа в постсоветский период, а также политические руководители города в советский период.

## Исполнительная власть

### Предыстория города
13 марта 1942 года указом Президиума Верховного Совета РСФСР населённый пункт Кирово-Чепецкого промышленного узла Просницкого района Кировской области был преобразован в рабочий посёлок Кирово-Чепецкий. Председателями исполнительного комитета Кирово-Чепецкого поселкового Совета депутатов трудящихся последовательно являлись:
| Фамилия, Имя, Отчество         | Период руководства          |
| ------------------------------ | --------------------------- |
| Дьяконов Николай Александрович | декабрь 1947 — декабрь 1950 |
| Дорофеев Степан Михайлович     | декабрь 1950 — май 1951     |
| Забабурин Фёдор Фёдорович      | май 1951 — декабрь 1952     |
| Загребина Анастасия Яковлевна  | декабрь 1952 — август 1955  |

### Город
28 марта 1955 года указом Президиума Верховного Совета РСФСР рабочий посёлок Кирово-Чепецкий был преобразован в город Кирово-Чепецк Просницкого района Кировской области. В течение нескольких последующих лет город вошёл сначала в состав вновь образованного Нововятского района, а затем стал административным центром Кирово-Чепецкого района Кировской области.
11 апреля 1961 года указом Президиума Верховного Совета РСФСР город Кирово-Чепецк был отнесён к категории городов областного подчинения.
Председателями исполнительного комитета Кирово-Чепецкого городского Совета депутатов трудящихся (а после введения в действие новой Конституции РСФСР, принятой Верховным Советом РСФСР 12 апреля 1978 года — Совета народных депутатов) последовательно являлись:
| Фамилия, Имя, Отчество                | Период руководства           |
| ------------------------------------- | ---------------------------- |
| Потапов Иван Васильевич               | декабрь 1955 — декабрь 1962  |
| Симачков Алексей Гаврилович           | декабрь 1962 — январь 1965   |
| Валов Владимир Аркадьевич             | январь 1965 — июль 1968      |
| Лобанов Анатолий Иванович             | июль 1968 — февраль 1974     |
| Дресвянников Василий Сергеевич        | февраль 1974 — сентябрь 1981 |
| Ерофеев Владимир Александрович        | сентябрь 1981 — апрель 1986  |
| Решетнёв Алексей Григорьевич          | апрель 1986 — апрель 1990    |
| Сысин Александр Дмитриевич            | апрель 1990 — октябрь 1990   |
| Савин Николай Андреевич               | октябрь 1990 — декабрь 1991  |
| Сысин Александр Дмитриевич (повторно) | декабрь 1991 — апрель 1993   |
| Андреянов Сергей Владимирович         | май 1993 — ноябрь 1996       |

В соответствии с указом Президента России от 26 октября 1993 года «О реформе местного самоуправления в Российской Федерации была прекращена деятельность Советов народных депутатов, а исполнение их функций было возложено на местные администрации (создаваемые путём реорганизации действующих исполнительных комитетов Советов). В соответствии с этим Сергей Владимирович Андреянов стал первым главой Администрации города Кирово-Чепецка.

### Новейший период
Первые прямые выборы мэра города Кирово-Чепецка были проведены в марте 1997 года. В ходе реализации последующей реформы муниципального управления, с мая 2006 года главы администрации города назначаются представительным органом местного самоуправления — Кирово-Чепецкой городской Думой — на основании решения специально образуемой конкурсной комиссии.
| Фамилия, Имя, Отчество                  | Период руководства          | Наименование должности                         | Партия       | Примечание |
| --------------------------------------- | --------------------------- | ---------------------------------------------- | ------------ | --- |
| Решетнёв Алексей Григорьевич (повторно) | апрель 1997 — февраль 2001  | Мэр                                            | беспартийный | Назначен распоряжением Администрации Кировской области от 8 апреля 1997 года № 450 на основании результатов прямых выборов, состоявшихся 23 марта 1997 года                                         |
| Преснецов Александр Анатольевич         | март 2001 — март 2006       | Глава администрации города                     | ЕР           | Назначен распоряжением Администрации Кировской области от 30 марта 2001 года № 86 на основании результатов прямых выборов, состоявшихся 25 марта 2001 года                                          |
| Ерёмин Александр Николаевич             | май 2006 — декабрь 2007     | Глава администрации муниципального образования | ЕР           | Назначен постановлением Кирово-Чепецкой городской Думы на основании решения конкурсной комиссии (с заключением контракта); досрочно сложил полномочия                                               |
| Жилин Виталий Геннадьевич               | февраль 2008 — февраль 2013 | Глава администрации муниципального образования | ЕР           | Назначен постановлением Кирово-Чепецкой городской Думы на основании решения конкурсной комиссии (с заключением контракта)                                                                           |
| Жилин Виталий Геннадьевич               | февраль 2013 — февраль 2015 | Глава администрации муниципального образования | ЕР           | Назначен постановлением Кирово-Чепецкой городской Думы на основании решения конкурсной комиссии (с заключением контракта), досрочно сложил полномочия                                               |
| Шинкарёв Михаил Анатольевич             | май 2015 — декабрь 2020     | Глава администрации муниципального образования | ЕР           | Назначен постановлением Кирово-Чепецкой городской Думы на основании решения конкурсной комиссии (с заключением контракта); досрочно сложил полномочия                                               |
| Мохов Владислав Геннадьевич             | июнь 2021 — сентябрь 2022   | Глава администрации муниципального образования | ЕР           | Назначен постановлением Кирово-Чепецкой городской Думы на основании решения конкурсной комиссии (с заключением контракта); досрочно сложил полномочия                                               |
| Зыкина Ольга Сергеевна                  | мая 2023 — август 2024      | Глава администрации муниципального образования | ЕР           | Назначена постановлением Кирово-Чепецкой городской Думы на основании решения конкурсной комиссии (с заключением контракта); досрочно сложила полномочия по требованию губернатора Кировской области |
| Коваленко Станислав Викторович          | с декабря 2024              | Глава администрации муниципального образования | ЕР           | Назначен постановлением Кирово-Чепецкой городской Думы на основании решения конкурсной комиссии (с заключением контракта)                                                                           |

## Глава муниципального образования
В соответствии с действующим уставом муниципального образования «Город Кирово-Чепецк» Кировской области высшим должностным лицом муниципального образования является Глава города, избираемый городской Думой из своего состава на срок её полномочий, исполняющий обязанности её председателя и наделённый собственными полномочиями по решению вопросов местного значения. На эту должность последовательно избирались:
| Фамилия, Имя, Отчество       | Период руководства                 | Партия | Примечание                  |
| ---------------------------- | ---------------------------------- | ------ | --------------------------- |
| Басов Владимир Николаевич    | 20 марта 2006 — 29 декабря 2007    | ЕР     | сложил полномочия досрочно  |
| Чеканов Анатолий Николаевич  | 29 декабря 2007 — 25 марта 2011    | ЕР     |                             |
| Крешетов Владимир Васильевич | 05 апреля 2011 — 12 октября 2016   | КПРФ   |                             |
| Савина Елена Михайловна      | 12 октября 2016 — 29 сентября 2021 | ЕР     |                             |
| Савина Елена Михайловна      | 29 сентября 2021 — 31 октября 2024 | ЕР     | сложила полномочия досрочно |
| Завьялов Сергей Валерьевич   | с 19 ноября 2024                   | ЕР     |                             |

## Кирово-Чепецкая городская Дума
В постсоветский период в городе Кирово-Чепецке длительное время не был создан представительный орган муниципального управления, что было связано с отсутствием Устава города, впервые принятого только в 1996 году. В соответствии с ним представительным органом муниципального управления стала Кирово-Чепецкая городская Дума. Должности председателя Думы и его заместителя являются освобождёнными.

### Состав городской Думы первого созыва
Период полномочий городской Думы первого созыва: март 1997 года — март 2001 года. В составе Думы 15 депутатов. Выборы проходили по мажоритарной избирательной системе относительного большинства по одному пятнадцатимандатному округу. Выдвижение кандидатов производилось инициативными группами избирателей либо путём самовыдвижения.
| Фамилия, Имя, Отчество         | Профессиональная деятельность (на момент избрания депутатом)                                                         | Примечание                    |
| ------------------------------ | --- | ----------------------------- |
| Дедов Алексей Сергеевич        | технический директор ОАО «Кирово-Чепецкий химический комбинат имени Б. П. Константинова»                             |                               |
| Долгих Юрий Андреевич          | начальник ЖКУ ОАО «Кирово-Чепецкий химический комбинат имени Б. П. Константинова»                                    |                               |
| Израилев Игорь Борисович       | генеральный директор ЗАО «МЦ-5»                                                                                      |                               |
| Икко Виктор Георгиевич         | частный предприниматель, председатель Кировского областного общественного объединения «Гражданское общество»         |                               |
| Киселёв Сергей Иванович        | врач-эпидемиолог ЦГСЭН Кирово-Чепецкого района                                                                       |                               |
| Кузнецова Ираида Александровна | главный редактор газеты «Кировец»                                                                                    |                               |
| Лихачёв Михаил Леонидович      | преподаватель иностранных языков средней школы № 3 города Кирово-Чепецка                                             |                               |
| Макаров Евгений Федотович      | директор гимназии № 1 города Кирово-Чепецка                                                                          |                               |
| Мальцев Григорий Тимофеевич    | председатель Кирово-Чепецкого городского совета ветеранов войны, труда, Вооружённых Сил и правоохранительных органов |                               |
| Менжелевский Евгений Иванович  | директор по экономике ОАО «Кирово-Чепецкий химический комбинат имени Б. П. Константинова»                            |                               |
| Метелёв Анатолий Геннадьевич   | учитель истории средней школы № 10 города Кирово-Чепецка                                                             | заместитель председателя Думы |
| Морозов Евгений Викторович     | главный инженер ремонтно-строительного завода ОАО «Кирово-Чепецкий химический комбинат имени Б. П. Константинова»    | председатель Думы             |
| Терещенко Владимир Яковлевич   | директор ремонтно-механического завода ОАО «Кирово-Чепецкий химический комбинат имени Б. П. Константинова»           |                               |
| Царёва Мина Бабаевна           | преподаватель математики гимназии № 1 города Кирово-Чепецка                                                          |                               |
| Чашников Валерий Аркадьевич    | начальник Медико-санитарной части № 52                                                                               |                               |

### Состав городской Думы второго созыва
Период полномочий городской Думы второго созыва: апрель 2001 года — март 2006 года. В составе Думы 15 депутатов. Выборы проходили по мажоритарной избирательной системе относительного большинства по трём пятимандатным округам. Выдвижение кандидатов производилось инициативными группами избирателей либо путём самовыдвижения.
| Фамилия, Имя, Отчество        | Профессиональная деятельность (на момент избрания депутатом)                                                               | Примечание                    |
| ----------------------------- | --- | ----------------------------- |
| Вандышев Сергей Анатольевич   | начальник цеха завода полимеров ОАО «Кирово-Чепецкий химический комбинат имени Б. П. Константинова»                        |                               |
| Жуйкова Валентина Викентьевна | директор средней школы № 11 города Кирово-Чепецка                                                                          |                               |
| Израилев Игорь Борисович      | генеральный директор ЗАО «МЦ-5»                                                                                            |                               |
| Крешетов Владимир Васильевич  | технолог, заместитель начальника цеха завода полимеров ОАО «Кирово-Чепецкий химический комбинат имени Б. П. Константинова» | председатель Думы             |
| Логинов Николай Дмитриевич    | директор завода минеральных удобрений ОАО «Кирово-Чепецкий химический комбинат имени Б. П. Константинова»                  |                               |
| Мальцев Григорий Тимофеевич   | председатель Кирово-Чепецкого городского совета ветеранов войны, труда, Вооружённых Сил и правоохранительных органов       |                               |
| Мачехин Георгий Николаевич    | заместитель технического директора ОАО «Кирово-Чепецкий химический комбинат имени Б. П. Константинова»                     |                               |
| Менжелевский Евгений Иванович | заместитель директора по экономике ОАО «Кирово-Чепецкий химический комбинат имени Б. П. Константинова»                     |                               |
| Михеев Евгений Михайлович     | заместитель коммерческого директора ОАО «Кирово-Чепецкий химический комбинат имени Б. П. Константинова»                    |                               |
| Осипов Адольф Павлович        | хирург Медико-санитарной части № 52                                                                                        |                               |
| Плюснин Виктор Борисович      | директор ОАО «Кирово-Чепецкий молочный завод»                                                                              |                               |
| Царёва Мина Бабаевна          | преподаватель математики гимназии № 1 города Кирово-Чепецка                                                                |                               |
| Хрулёв Евгений Алексеевич     | заместитель начальника по медицинской части Медико-санитарной части № 52                                                   |                               |
| Чашников Валерий Аркадьевич   | начальник Медико-санитарной части № 52                                                                                     |                               |
| Эльская Наталья Фёдоровна     | начальник лаборатории цеха № 144 ОАО «Кирово-Чепецкий химический комбинат имени Б. П. Константинова»                       | заместитель председателя Думы |

### Состав городской Думы третьего созыва
Период полномочий городской Думы третьего созыва: март 2006 года — март 2011 года. В составе Думы 21 депутат. Выборы проходили по мажоритарной избирательной системе относительного большинства по семи трёхмандатным округам. Выдвижение кандидатов производилось местными отделениями политических партий либо путём самовыдвижения.
| Фамилия, Имя, Отчество        | Профессиональная деятельность (на момент избрания депутатом)                                                                                         | Партия | Примечание                                                                   |
| ----------------------------- | --- | ------ | ---------------------------------------------------------------------------- |
| Байдин Владимир Викторович    | технолог цеха № 55 ООО «Завод минеральных удобрений КЧХК»                                                                                            | КПРФ   |                                                                              |
| Басов Владимир Николаевич     | директор ООО «Энергоснабжающая организация КЧХК» | ЕР     | председатель Думы — Глава города (20 марта 2006 года — 29 декабря 2007 года) |
| Ворончихин Николай Иванович   | директор Кирово-Чепецкого районного центра занятости населения                                                                                       | ЕР     |                                                                              |
| Громов Александр Евгеньевич   | мастер цеха № 145 ООО «Завод полимеров КЧХК» | ЕР     |                                                                              |
| Дедов Сергей Алексеевич       | начальник цеха № 200 ООО «Завод полимеров КЧХК» | ЕР     |                                                                              |
| Деянова Ирина Евгеньевна      | технолог, заместитель начальника цеха № 160 ООО «Завод полимеров КЧХК»                                                                               |        |                                                                              |
| Ерёмин Андрей Юрьевич         | заместитель директора НП «Культурно-развлекательный центр „Дружба“»                                                                                  |        |                                                                              |
| Жилин Виталий Геннадьевич     | начальник цеха № 76 ООО «Завод полимеров КЧХК» | ЕР     | досрочно прекратил полномочия 30 января 2008 года                            |
| Киселевич Пётр Викторович     | заместитель директора по новой технике и техническому развитию ООО «Завод минеральных удобрений КЧХК»                                                | ЕР     |                                                                              |
| Маринченко Николай Иванович   | председатель объединённого комитета профсоюзов первичной профсоюзной организации ОАО «Кирово-Чепецкий химический комбинат имени Б. П. Константинова» |        |                                                                              |
| Мачехин Георгий Николаевич    | заместитель генерального директора ОАО «Кирово-Чепецкий химический комбинат имени Б. П. Константинова»                                               | ЕР     | досрочно прекратил полномочия 27 декабря 2008 года                           |
| Менжелевский Евгений Иванович | заместитель директора по экономике и финансам ООО «Завод полимеров КЧХК»                                                                             | ЕР     | досрочно прекратил полномочия 26 ноября 2008 года                            |
| Наговицын Андрей Викторович   | директор НП СК «Олимпия» | ЕР     |                                                                              |
| Салтанов Владимир Ильич       | директор ГОУ СПО «Вятский автомобильно-промышленный колледж»                                                                                         |        |                                                                              |
| Смышляев Георгий Леонидович   | начальник юридической службы, заместитель директора по правовым вопросам ОАО «Кирово-Чепецкий химический комбинат имени Б. П. Константинова»         | ЕР     |                                                                              |
| Хорошавин Виктор Леонидович   | главный энергетик ООО «Завод полимеров КЧХК» |        |                                                                              |
| Хрулёв Евгений Алексеевич     | заместитель начальника по медицинской части Медико-санитарной части № 52                                                                             |        |                                                                              |
| Царёва Мина Бабаевна          | преподаватель гимназии № 1 города Кирово-Чепецка |        |                                                                              |
| Чеканов Анатолий Николаевич   | директор ООО «РМЗ КЧХК» | ЕР     | председатель Думы — Глава города (с 29 декабря 2007 года)                    |
| Шустов Владимир Васильевич    | директор ООО «Завод минеральных удобрений КЧХК» | ЕР     |                                                                              |
| Эльская Наталья Фёдоровна     | заместитель председателя Кирово-Чепецкой городской Думы                                                                                              |        | заместитель председателя Думы                                                |

### Состав городской Думы четвёртого созыва
Период полномочий городской Думы четвёртого созыва: с марта 2011 года по сентябрь 2016 года. В составе Думы 21 депутат.
Выборы проходили по мажоритарной избирательной системе относительного большинства по семи трёхмандатным округам. Выдвижение кандидатов производилось местными отделениями политических партий либо путём самовыдвижения. По итогам выборов большинство депутатских мест (11 из 21) получила партия Справедливая Россия, при этом Главой муниципального образования «Город Кирово-Чепецк» — председателем городской Думы был избран представитель КПРФ, а Главой администрации города Кирово-Чепецка остался представитель ВПП «Единая Россия», что создало редкую ситуацию распределения полномочий органов местного самоуправления между тремя различными политическими силами.
| Фамилия, Имя, Отчество             | Профессиональная деятельность (на момент избрания депутатом)                  | Партия | Примечание                                                                                   |
| ---------------------------------- | ----------------------------------------------------------------------------- | ------ | -------------------------------------------------------------------------------------------- |
| Байдин Владимир Викторович         | заместитель начальника цеха № 53 ООО «Завод минеральных удобрений КЧХК»       | КПРФ   |                                                                                              |
| Бакулева Надежда Владимировна      | генеральный директор ООО «Торговая марка „Суджук“»                            | СР     | досрочно сложила полномочия 27 апреля 2016 года                                              |
| Бекишов Дмитрий Александрович      | директор ООО «ЖЭК-7»                                                          | СР     |                                                                                              |
| Бочковский Анатолий Антонович      | директор ООО «Сервис-центр „АТЕК“»                                            |        |                                                                                              |
| Ворончихин Николай Иванович        | директор Центра занятости населения Кирово-Чепецкого района                   | ЕР     |                                                                                              |
| Голубева Евгения Николаевна        | заместитель генерального директора по экономике и финансам ООО «Абсолют-Агро» | СР     |                                                                                              |
| Дедова Ольга Геннадьевна           | главный врач Кирово-Чепецкой центральной районной больницы                    | ЕР     |                                                                                              |
| Егорова Жанна Николаевна           | коммерческий директор ООО «Абсолют-Агро»                                      | СР     |                                                                                              |
| Жилин Виталий Геннадьевич          | глава администрации города Кирово-Чепецка                                     | ЕР     | отказался от мандата (в пользу занимаемой должности главы администрации города)              |
| Злобин Александр Евгеньевич        | директор ООО «ЖЭК-2»                                                          | СР     |                                                                                              |
| Конышев Михаил Викторович          | исполнительный директор НП «Кирово-Чепецкие перевозчики»                      | СР     | отказался от мандата (в пользу мандата депутата Законодательного собрания Кировской области) |
| Крешетов Владимир Васильевич       | старший мастер филиала «КЧХК» ОАО «ОХК „Уралхим“»                             | КПРФ   | председатель Думы — Глава города                                                             |
| Мутных Сергей Викторович           | начальник отдела экономической безопасности ООО «Абсолют-Агро»                | СР     | заместитель председателя Думы                                                                |
| Наговицын Андрей Викторович        | директор НП СК «Олимпия»                                                      | ЕР     |                                                                                              |
| Огородов Алексей Георгиевич        | директор ООО «Виват-сервис»                                                   | СР     |                                                                                              |
| Ожегов Сергей Анатольевич          | методист Кировского областного Дворца молодёжи                                | СР     | скончался 2 декабря 2013 года                                                                |
| Перевощиков Владимир Александрович | мастер смены ООО «Завод полимеров КЧХК»                                       | КПРФ   |                                                                                              |
| Федянин Игорь Петрович             | индивидуальный предприниматель                                                | СР     |                                                                                              |
| Хрулёв Евгений Алексеевич          | заместитель начальника Медико-санитарной части № 52                           |        | досрочно сложил полномочия 30 марта 2016 года                                                |
| Эльская Наталья Фёдоровна          | заместитель председателя Кирово-Чепецкой городской Думы                       |        |                                                                                              |
| Яговкин Владимир Александрович     | оператор холодильных установок ледового дворца «Олимп-Арена»                  | СР     |                                                                                              |

### Состав городской Думы пятого созыва
Период полномочий городской Думы пятого созыва: с сентября 2016 года по сентябрь 2021 года. В составе Думы 21 депутат.
Выборы проходили по мажоритарной избирательной системе относительного большинства по двадцати одному одномандатному округу. Выдвижение кандидатов производилось местными отделениями политических партий либо путём самовыдвижения. По итогам выборов большинство депутатских мест (18 из 21) получили представители ВПП «Единая Россия». Ещё три мандата были получены самовыдвиженцами. Ни один представитель другой политической партии в состав городской Думы избран не был.
| Фамилия, Имя, Отчество            | Профессиональная деятельность (на момент избрания депутатом)                                                                               | Партия | Примечание |
| --------------------------------- | --- | ------ | --- |
| Арбузов Евгений Евгеньевич        | механик участка производства аммиака (цех 51) филиала «КЧХК» АО «Объединённая химическая компания „УРАЛХИМ“»                               | —      | |
| Байдин Александр Владимирович     | заместитель энергетика цеха № 53 (производство азотной кислоты) филиала «КЧХК» АО «Объединённая химическая компания „УРАЛХИМ“»             | ЕР     | |
| Бастраков Алексей Александрович   | врач-невролог в Кстининской амбулатории КОГБУЗ «Кирово-Чепецкая центральная районная больница»                                             | —      | |
| Бекишов Дмитрий Александрович     | директор ООО «ЖЭК-7» | ЕР     | |
| Ворончихин Николай Иванович       | директор ГУ «Центр занятости населения Кирово-Чепецкого района»                                                                            | —      | |
| Горохова Ольга Алексеевна         | директором МАУК «Централизованная библиотечная система» города Кирово-Чепецка                                                              | ЕР     | |
| Дедова Ольга Геннадьевна          | главный врач МАЛПУ «Кирово-Чепецкая центральная районная больница»                                                                         | ЕР     | |
| Долгоаршинных Вячеслав Зиннурович | руководитель группы в отделе главного энергетика филиала «КЧХК» АО «Объединённая химическая компания „УРАЛХИМ“»                            | ЕР     | |
| Ежонкова Татьяна Викторовна       | директор МАУ ДО Детско-юношеская спортивная школа № 1 города Кирово-Чепецка                                                                | ЕР     | |
| Завьялов Сергей Валерьевич        | заместитель начальника отдела охраны труда филиала «КЧХК» АО «Объединённая химическая компания „УРАЛХИМ“»                                  | ЕР     | |
| Зиятдинова Наталья Васильевна     | корреспондент ООО «Редакция газеты „Вперед“»                                                                                               | ЕР     | |
| Иванишин Александр Юрьевич        | заместитель технолога по реконструкции, новой технике и технологии филиала «КЧХК» АО «Объединённая химическая компания „УРАЛХИМ“»          | ЕР     | |
| Игитова Ольга Николаевна          | председатель профсоюзного комитета филиала «КЧХК» АО «Объединённая химическая компания „УРАЛХИМ“»                                          | ЕР     | |
| Изергина Елена Владимировна       | ведущий инженер по охране труда в ООО «УРАЛХИМ-ТРАНС» в городе Кирово-Чепецке                                                              | ЕР     | |
| Логинов Денис Сергеевич           | мастер смены газоспасательной службы (цех 47) филиала «КЧХК» АО «Объединённая химическая компания „УРАЛХИМ“»                               | ЕР     | |
| Митяшин Андрей Владимирович       | заместитель начальника цеха ремонта технологического оборудования (цех 37) филиала «КЧХК» АО «Объединённая химическая компания „УРАЛХИМ“»  | ЕР     | |
| Мохов Владислав Геннадьевич       | заместитель генерального директора по коммерческой деятельности ООО «Кирово-Чепецкое управление строительства»                             | ЕР     | заместитель председателя Думы; досрочно сложил полномочия 31 мая 2021 года, заняв пост главы администрации муниципального образования |
| Савина Елена Михайловна           | МБОУ «Многопрофильный лицей города Кирово-Чепецка Кировской области № 12»                                                                  | ЕР     | председатель Думы — Глава города |
| Северюхин Роман Игоревич          | начальник участка производства фосфорной кислоты и нитратных солей (цех 54) филиала «КЧХК» АО «Объединённая химическая компания „УРАЛХИМ“» | ЕР     | |
| Черноусов Александр Валентинович  | начальник цеха № 58 (производство сложных минеральных удобрений) филиала «КЧХК» АО «Объединённая химическая компания „УРАЛХИМ“»            | ЕР     | |
| Чиженко Елена Дмитриевна          | начальник управления КОГКУ «Управление социальной защиты населения в Кирово-Чепецком районе»                                               | ЕР     | |

### Состав городской Думы шестого созыва
Период полномочий городской Думы пятого созыва: с сентября 2021 года. В составе Думы 21 депутат.
Выборы проходили по мажоритарной избирательной системе относительного большинства по двадцати одному одномандатному округу. Выдвижение кандидатов производилось местными отделениями политических партий либо путём самовыдвижения. По итогам выборов большинство депутатских мест (18 из 21) получили представители ВПП «Единая Россия», ещё три мандата были получены представителями КПРФ. Один из избранных депутатов отказался принять мандат, ещё один сложил с себя полномочия в первой половине мандатного срока, в связи с чем в сентябре 2022 года впервые были проведены повторные (по 7 округу) и дополнительные (по 13 округу) выборы депутатов городской Думы. В сентябре 2024 года по 3 округу также были проведены дополнительные выборы в связи со сложением с себя полномочий другим депутатом.
| Фамилия, Имя, Отчество            | Профессиональная деятельность (на момент избрания депутатом) | Партия | Примечание |
| --------------------------------- | --- | ------ | --- |
| Байдин Александр Владимирович     | заместитель энергетика цеха филиала «КЧХК» АО «Объединённая химическая компания „УРАЛХИМ“» в городе Кирово-Чепецке                                                                           | ЕР     | |
| Бастраков Алексей Александрович   | главный врач КОГБУЗ «Кирово-Чепецкая центральная районная больница» | ЕР     | |
| Бакулин Алексей Вадимович         | начальник службы цеха электроснабжения и ремонта электрооборудования ООО «ГалоПолимер Кирово-Чепецк»                                                                                         | ЕР     | избран на дополнительных выборах в сентябре 2023 года                                                                              |
| Бекишов Дмитрий Александрович     | директор ООО «СемиГрад» | ЕР     | |
| Буйских Константин Викторович     | исполнительный директор ООО «Аксиос-Техно» | КПРФ   | досрочно сложил полномочия 28 февраля 2024 года                                                                                    |
| Городилова Наталья Юрьевна        | начальник управления ООО «ГалоПолимер Кирово-Чепецк» | ЕР     | |
| Горохова Ольга Алексеевна         | директор МКУК «Централизованная библиотечная система» города Кирово-Чепецка | ЕР     | |
| Давыдова Инна Владимировна        | директор МБУ ДО Детская школа искусств имени Г. И. Бабко города Кирово-Чепецка Кировской области                                                                                             | ЕР     | избрана на повторных выборах в сентябре 2022 года                                                                                  |
| Двинянинов Алексей Викторович     | начальник цеха ООО «ГалоПолимер Кирово-Чепецк» | ЕР     | |
| Дедова Ольга Геннадьевна          | заместитель главного врача по организационно-методической работе КОГБУЗ «Кирово-Чепецкая центральная районная больница»                                                                      | ЕР     | скончалась 8 января 2023 года |
| Демидов Артём Васильевич          | директор ООО «ТрансКом» | КПРФ   | |
| Долгоаршинных Вячеслав Зиннурович | руководитель группы в отделе главного энергетика филиала «КЧХК» АО «Объединённая химическая компания „УРАЛХИМ“» в городе Кирово-Чепецке                                                      | ЕР     | избран на дополнительных выборах в сентябре 2024 года                                                                              |
| Ежонкова Татьяна Викторовна       | директор МАУ Детская спортивная школа олимпийского резерва № 1 города Кирово-Чепецка | ЕР     | |
| Завьялов Сергей Валерьевич        | руководитель службы охраны труда и промышленной безопасности филиала «КЧХК» АО «Объединённая химическая компания „УРАЛХИМ“» в городе Кирово-Чепецке                                          | ЕР     | председатель Думы — Глава города с 19 ноября 2024 года                                                                             |
| Изергина Елена Владимировна       | ведущий специалист по охране труда филиала ООО «УРАЛХИМ-ТРАНС» в городе Кирово-Чепецке | ЕР     | |
| Колупаев Николай Владимирович     | главный архитектор филиала «КЧХК» АО «Объединённая химическая компания „УРАЛХИМ“» в городе Кирово-Чепецке                                                                                    | ЕР     | |
| Копосов Денис Валерьевич          | исполнительный секретарь Кирово-Чепецкого городского и районного местного отделения Регионального исполнительного комитета Кировского регионального отделения партии «ЕДИНАЯ РОССИЯ»         | ЕР     | |
| Махнёва Ксения Юрьевна            | директор Культурно-обучающей ассоциации «Дружба» | ЕР     | избрана на дополнительных выборах в сентябре 2022 года                                                                             |
| Митяшин Андрей Владимирович       | заместитель начальника цеха по обеспечению ремонтов и обслуживанию общезаводского оборудования филиала «КЧХК» АО «Объединённая химическая компания „УРАЛХИМ“» в городе Кирово-Чепецке        | ЕР     | |
| Михеев Алексей Леонидович         | начальник цеха филиала «КЧХК» АО «Объединённая химическая компания „УРАЛХИМ“» в городе Кирово-Чепецке                                                                                        | ЕР     | |
| Пожидаев Дмитрий Александрович    | учитель английского языка КОГОБУ «Средняя школа пгт Лёвинцы Оричевского района» | КПРФ   | избранному депутату отказано в регистрации на основании его личного заявления в связи с принятием мандата в другом выборном органе |
| Савина Елена Михайловна           | Глава Муниципального образования «Город Кирово-Чепецк» Кировской области | ЕР     | председатель Думы — Глава города до 31 октября 2024 года                                                                           |
| Санников Сергей Анатольевич       | начальник газоспасательной службы филиала «КЧХК» АО «Объединённая химическая компания „УРАЛХИМ“» в городе Кирово-Чепецке                                                                     | ЕР     | |
| Торицын Сергей Витальевич         | начальник отряда Главного управления Министерства Российской Федерации по делам гражданской обороны, чрезвычайным ситуациям и ликвидации последствий стихийных бедствий по Кировской области | ЕР     | заместитель председателя Думы; досрочно сложил полномочия 30 марта 2022 года                                                       |
| Чиженко Елена Дмитриевна          | начальник КОГКУСЗ «Межрайонное управление социальной защиты населения в Кирово-Чепецком районе»                                                                                              | ЕР     | заместитель председателя Думы; избрана 26 мая 2022 года                                                                            |

### Сводные сведения о депутатах городской Думы
Всего депутатами Кирово-Чепецкой городской Думы становилось 82 человека. Из них семеро избирались в состав городской Думы трёх созывов — Бекишов Д. А., Ворончихин Н. И., Дедова О. Г., Менжелевский Е. И., Хрулёв Е. А., Царёва М. Б. и Эльская Н. Ф.
Полужирным начертанием показано замещение поста председателя городской Думы.
| Фамилия, Имя, Отчество             | 1 созыв | 2 созыв | 3 созыв | 4 созыв | 5 созыв | 6 созыв | Всего |
| ---------------------------------- | ------- | ------- | ------- | ------- | ------- | ------- | ----- |
| Арбузов Евгений Евгеньевич         |         |         |         |         | депутат |         | 1     |
| Байдин Александр Владимирович      |         |         |         |         | депутат | депутат | 2     |
| Байдин Владимир Викторович         |         |         | депутат | депутат |         |         | 2     |
| Бакулева Надежда Владимировна      |         |         |         | депутат |         |         | 1     |
| Бакулин Алексей Вадимович          |         |         |         |         |         | депутат | 1     |
| Басов Владимир Николаевич          |         |         | депутат |         |         |         | 1     |
| Бастраков Алексей Александрович    |         |         |         |         | депутат | депутат | 2     |
| Бекишов Дмитрий Александрович      |         |         |         | депутат | депутат | депутат | 3     |
| Бочковский Анатолий Антонович      |         |         |         | депутат |         |         | 1     |
| Буйских Константин Викторович      |         |         |         |         |         | депутат | 1     |
| Вандышев Сергей Анатольевич        |         | депутат |         |         |         |         | 1     |
| Ворончихин Николай Иванович        |         |         | депутат | депутат | депутат |         | 3     |
| Голубева Евгения Николаевна        |         |         |         | депутат |         |         | 1     |
| Городилова Наталья Юрьевна         |         |         |         |         |         | депутат | 1     |
| Горохова Ольга Алексеевна          |         |         |         |         | депутат | депутат | 2     |
| Громов Александр Евгеньевич        |         |         | депутат |         |         |         | 1     |
| Давыдова Инна Владимировна         |         |         |         |         |         | депутат | 1     |
| Дедов Алексей Сергеевич            | депутат |         |         |         |         |         | 1     |
| Дедов Сергей Алексеевич            |         |         | депутат |         |         |         | 1     |
| Дедова Ольга Геннадьевна           |         |         |         | депутат | депутат | депутат | 3     |
| Демидов Артём Васильевич           |         |         |         |         |         | депутат | 1     |
| Деянова Ирина Евгеньевна           |         |         | депутат |         |         |         | 1     |
| Долгих Юрий Андреевич              | депутат |         |         |         |         |         | 1     |
| Долгоаршинных Вячеслав Зиннурович  |         |         |         |         |         | депутат | 1     |
| Егорова Жанна Николаевна           |         |         |         | депутат |         |         | 1     |
| Ежонкова Татьяна Викторовна        |         |         |         |         | депутат | депутат | 2     |
| Ерёмин Андрей Юрьевич              |         |         | депутат |         |         |         | 1     |
| Жилин Виталий Геннадьевич          |         |         | депутат | депутат |         |         | 2     |
| Жуйкова Валентина Викентьевна      |         | депутат |         |         |         |         | 1     |
| Завьялов Сергей Валерьевич         |         |         |         |         | депутат | депутат | 2     |
| Зиятдинова Наталья Васильевна      |         |         |         |         | депутат |         | 1     |
| Злобин Александр Евгеньевич        |         |         |         | депутат |         |         | 1     |
| Иванишин Александр Юрьевич         |         |         |         |         | депутат |         | 1     |
| Игитова Ольга Николаевна           |         |         |         |         | депутат |         | 1     |
| Изергина Елена Владимировна        |         |         |         |         | депутат | депутат | 2     |
| Израилев Игорь Борисович           | депутат | депутат |         |         |         |         | 2     |
| Икко Виктор Георгиевич             | депутат |         |         |         |         |         | 1     |
| Киселевич Пётр Викторович          |         |         | депутат |         |         |         | 1     |
| Киселёв Сергей Иванович            | депутат |         |         |         |         |         | 1     |
| Колупаев Николай Владимирович      |         |         |         |         |         | депутат | 1     |
| Конышев Михаил Викторович          |         |         |         | депутат |         |         | 1     |
| Копосов Денис Валерьевич           |         |         |         |         |         | депутат | 1     |
| Крешетов Владимир Васильевич       |         | депутат |         | депутат |         |         | 2     |
| Кузнецова Ираида Александровна     | депутат |         |         |         |         |         | 1     |
| Лихачёв Михаил Леонидович          | депутат |         |         |         |         |         | 1     |
| Логинов Денис Сергеевич            |         |         |         |         | депутат |         | 1     |
| Логинов Николай Дмитриевич         |         | депутат |         |         |         |         | 1     |
| Макаров Евгений Федотович          | депутат |         |         |         |         |         | 1     |
| Мальцев Григорий Тимофеевич        | депутат | депутат |         |         |         |         | 2     |
| Маринченко Николай Иванович        |         |         | депутат |         |         |         | 1     |
| Махнёва Ксения Юрьевна             |         |         |         |         |         | депутат | 1     |
| Мачехин Георгий Николаевич         |         | депутат | депутат |         |         |         | 2     |
| Менжелевский Евгений Иванович      | депутат | депутат | депутат |         |         |         | 3     |
| Метелёв Анатолий Геннадьевич       | депутат |         |         |         |         |         | 1     |
| Митяшин Андрей Владимирович        |         |         |         |         | депутат | депутат | 2     |
| Михеев Алексей Леонидович          |         |         |         |         |         | депутат | 1     |
| Михеев Евгений Михайлович          |         | депутат |         |         |         |         | 1     |
| Морозов Евгений Викторович         | депутат |         |         |         |         |         | 1     |
| Мохов Владислав Геннадьевич        |         |         |         |         | депутат |         | 1     |
| Мутных Сергей Викторович           |         |         |         | депутат |         |         | 1     |
| Наговицын Андрей Викторович        |         |         | депутат | депутат |         |         | 2     |
| Огородов Алексей Георгиевич        |         |         |         | депутат |         |         | 1     |
| Ожегов Сергей Анатольевич          |         |         |         | депутат |         |         | 1     |
| Осипов Адольф Павлович             |         | депутат |         |         |         |         | 1     |
| Перевощиков Владимир Александрович |         |         |         | депутат |         |         | 1     |
| Плюснин Виктор Борисович           |         | депутат |         |         |         |         | 1     |
| Пожидаев Дмитрий Александрович     |         |         |         |         |         | депутат | 1     |
| Савина Елена Михайловна            |         |         |         |         | депутат | депутат | 2     |
| Салтанов Владимир Ильич            |         |         | депутат |         |         |         | 1     |
| Санников Сергей Анатольевич        |         |         |         |         |         | депутат | 1     |
| Северюхин Роман Игоревич           |         |         |         |         | депутат |         | 1     |
| Смышляев Георгий Леонидович        |         |         | депутат |         |         |         | 1     |
| Терещенко Владимир Яковлевич       | депутат |         |         |         |         |         | 1     |
| Торицын Сергей Витальевич          |         |         |         |         |         | депутат | 1     |
| Федянин Игорь Петрович             |         |         |         |         | депутат |         | 1     |
| Хорошавин Виктор Леонидович        |         |         | депутат |         |         |         | 1     |
| Хрулёв Евгений Алексеевич          |         | депутат | депутат | депутат |         |         | 3     |
| Царёва Мина Бабаевна               | депутат | депутат | депутат |         |         |         | 3     |
| Чашников Валерий Аркадьевич        | депутат | депутат |         |         |         |         | 2     |
| Чеканов Анатолий Николаевич        |         |         | депутат |         |         |         | 1     |
| Черноусов Александр Валентинович   |         |         |         |         | депутат |         | 1     |
| Чиженко Елена Дмитриевна           |         |         |         |         | депутат | депутат | 2     |
| Шустов Владимир Васильевич         |         |         | депутат |         |         |         | 1     |
| Эльская Наталья Фёдоровна          |         | депутат | депутат | депутат |         |         | 3     |
| Яговкин Владимир Александрович     |         |         |         | депутат |         |         | 1     |

## Политическое руководство в советский период
В соответствии с конституциями РСФСР и СССР «руководящую и направляющую» роль в советском обществе играла КПСС. В Кирово-Чепецке с момента обретения городом самостоятельного административного значения (с февраля 1960 года как центра Кирово-Чепецкого района, с апреля 1961 года как города областного подчинения) политическое руководство городом осуществлялось первыми секретарями городского комитета КПСС, пока в августе 1991 года указом Президента РСФСР деятельность КПСС не была приостановлена, а её политико-административные органы ликвидированы. Первыми секретарями Кирово-Чепецкого горкома КПСС последовательно являлись:
| Фамилия, Имя, Отчество         | Период руководства           |
| ------------------------------ | ---------------------------- |
| Корякин Николай Иванович       | февраль 1960 — сентябрь 1961 |
| Подоплелов Аркадий Васильевич  | сентябрь 1961 — декабрь 1962 |
| Мусохранов Юрий Павлович       | декабрь 1962 — декабрь 1964  |
| Белов Евгений Николаевич       | январь 1965 — июль 1967      |
| Верижников Николай Афанасьевич | июль 1967 — май 1975         |
| Налимов Пётр Филиппович        | май 1975 — октябрь 1979      |
| Князьков Лев Иванович          | октябрь 1979 — ноябрь 1988   |
| Савин Николай Андреевич        | ноябрь 1988 — январь 1991    |
| Морозов Евгений Викторович     | январь 1991 — август 1991    |